# 苏希菈·兰娜
苏希菈·兰娜（1988年7月30日—），昵称Susi或Suzy，出生名为苏希菈·安吉利娜·奈娜，是一位中英泰三国混血的泰国女演员。2018年，因在《天生一對》饰演有“甜点女王”之称的玛丽·古玛而为人熟知。